# Nasiriyah
Nasiriyah, Nassiriya o Nasiriya (àrab: الناصرية, an-Nāṣiriyya) és una ciutat de l'Iraq a la vora de l'Eufrates, propera a les ruïnes de l'antiga ciutat d'Ur. És capital de la província de Dhi Qar. El 1985 s'estimava la població de la ciutat en 138.842 habitants i al cens de 1987 la població del districte era de 265.937 habitants i el 2003 s'estimava ja en 560.200 habitants per tot el districte. L'estimació per la ciutat era de 251.095 habitants el 2008. És la quarta ciutat més poblada després de Bagdad, Bàssora i Mossul. La població és majoritàriament xiita, amb una important comunitat sunnita i fins fa uns anys unes notable comunitats mandeana i jueva, la primera emigrada a Europa, Estats Units i Austràlia en un 90% vers el 2003 i la segona emigrada a Israel el 1951. La revolta del 1991 contra Saddam Hussein va causar la mort de molts rebels i uns milers van fugir a l'Iran o a l'estranger. La ciutat vella encara té una antiga muralla però la part nova és de construcció moderna. El museu inclou una gran col·lecció d'objectes sumeris, assiris, babilonis i abbàssides. Les ruïnes d'Ur i de Larsa no són gaire llunyanes.
La ciutat fou fundada vers 1872 pel cap suprem dels Banu l-Muntafik el xeic Nasir (llavors Nasir Sadan Pasha) mutasarrif de l'administració de Midhat Pasha que intentava reforçar el control de la zona en contra de l'oposició de les tribus. Li va donar el seu nom. El juliol de 1915 fou ocupada pels britànics després de la batalla de Nasiriyah de 24 de juliol, en què 400 britànics (molts indis) i més de 2000 turcs van morir. Cap al 1932 s'hi va fundar el Partit Comunista Iraquià. També el fundador del partit Baath, Foud al-Rikaby era de Nasiriyah. Era el centre d'oposició al rei i al feudalisme i on es va preparar el camí per la revolució de 14 de juliol de 1958 celebrada a tota la província. Fins al 1963 fou el centre dels corrents progressistes. Personatges notables del camp polític natius de la ciutat són Aziz al-Syed Jasim, Aziz Abdul Sahab, Sadiq Atemish, Mohamed Ali al-Nasiri; poetes i literats famosos són entre d'altres Ayniah al-Husewani, Aryan Syed Khalif, etc.; i artistes Hazery Abu Aziz, Taleb al-Qayraqwli, Hussein Nameh, Hussein al-Halali, Majed al-Najar, i altres.
A la guerra del Golf de 1991 les forces de la coalició (o sigui americanes) van arribar fins a la rodalia de la ciutat. En retirar-se els americans el març de 1991 els xiïtes es van revoltar però l'intent fou aplanat de manera violenta amb molts morts, ferits i exiliats. En la guerra de 2003 era quarter general dels iraquians i les forces iraquianes van patir milers de baixes en els bombardeijos; com a lloc estratègic fou ocupat pels americans i hi va haver diversos combats on els iraquians van aconseguir infringir algunes baixes; un incident en un hospital fou un dels més notables. Ja en el poder els ocupants un cotxe bomba va matar a 17 policies italians de les forces de la coalició causant gran commoció a Itàlia amb majoria de població oposada a la guerra. El 2004 també hi va haver xocs durant la revolta del Mahdi.